# Gyapjas pókmajom
A gyapjas pókmajom (Brachyteles arachnoides) a pókmajomfélék családjához tartozó, Délkelet-Brazíliában honos, veszélyeztetett majomfaj.

## Megjelenése
A gyapjas pókmajom Dél-Amerika legnagyobb főemlősfaja. A hímek valamivel nagyobbak, testhosszuk 55–78 cm, farokhosszuk 74–80 cm, súlyuk 12–25 kg között van. A nőstények hossza 46–63 cm, farka 65–74 cm, súlya 9,5–11 kg közötti. Farkuk igen hosszú, meghaladja testük hosszát és kapaszkodni tudnak vele az ágakba. Végtagjaik is hosszúak és mindkét nemnek kidomborodó pókhasa van. Bundájuk szürkésbarna színű, a hímeké sárgás árnyalatú. Ágyékuk vöröses színű. A hímek heréi feltűnően nagyok, feltételezik, hogy a csimpánzokhoz hasonlóan a sperma mennyiségével próbálnak vetélytársaik fölé kerekedni az utódnemzésben.
Az 1980-as évekig egy fajba tartozónak vélték az északi pókmajommal, amely többek között abban különbözik tőle, hogy hüvelykujja nem csökevényesedett el teljesen, mint a gyapjas pókmajomé.

## Előfordulása
Brazília délkeleti régiójában honos az Atlanti-óceán mentén, São Paulo, Rio de Janeiro és Paraná államokban.
Az Atlanti-óceán menti dombság lombhullató vagy örökzöld trópusi erdeiben él 600-1800 méteres magasságban. Fán élő faj, élete döntő részét a lombok között tölti, de kisebb távolságokat meg tudnak tenni a földön is. 

## Életmódja
A nappal aktív gyapjas pókmajom jól alkalmazkodott a fatetőn való élethez. Hosszú karjaikkal és csökevényes hüvelykujjaik miatt könnyedén lendülnek egyik ágról a másikra. A csapat tagjai általában egymást követve, ugyanazon ágakat használva közlekednek, így csökkenteni tudják a leesés, sérülés esélyét.
A gyapjas pókmajmok 5-25 tagból álló csapatokban élnek, amelyekben több hím és nőstény is található. A hímek abban a csoportban maradnak, ahol születtek, míg a nőstények általában másik társasághoz csatlakoznak. A csoport tagjai közötti agresszió szintje alacsonyabb más majmokénál. Területükön belül közösen vándorolnak az egyik élelemforrástól a másikig.
Étrendjük főleg gyümölcsből, kisebb mértékben levelekből, virágokból, magokból áll. Nagy méretük és népes csapataik miatt többnyire könnyen el tudják zavarni a többi majmot az beérő gyümölcsű fákról. Ha a gyümölcs még nem érett, napokat is várnak és közben levelekkel táplálkoznak.
A gyapjas pókmajomra a jaguárokon, ocelotokon, hárpiákon kívül főleg az ember vadászott. 

### Szaporodása
A hímek ritkán harcolnak egymás között a szaporodás jogáért, sok esetben egymás után sorban hágják meg ugyanazt a tüzelő nőstényt. Mind a hímek, mind a nőstények több partnerrel párzanak. A nőstények 7-8,5 hónapos vemhesség után egyetlen utódot hoznak a világra a száraz évszakban (májustól-szeptember között). A kölykök születésükkor képesek anyjuk szőrébe kapaszkodni. Életük első fél évében az anya hasán lógnak, utána már lovagolnak rajta és megkezdik felfedezni a világot. Az egyéves kölyök már nagyobb távolságokra is elmerészkedik és játszani kezd a többi kölyökkel. A szoptatás 1,5-2,5 évig tart. A hímek 5,5, a nőstények 11 évesen lesznek ivarérettek. Élettartamuk nem ismert.  

## Környezetvédelmi helyzete
A gyapjas pókmajom a Természetvédelmi Világszövetség Vörös listáján veszélyeztetett státusszal szerepel. Az utóbbi 60 évben létszáma 80%-át elvesztette és a védelem ellenére valószínűsíthető hogy száma továbbra is csökkenőben marad. Becslések szerint vadon kevesebb mint 1500 példány maradt. Legnagyobb populációja a Carlos Botelho Állami Parkban él. Elsősorban az erdőirtás veszélyezteti, régebben rendszeresen vadászták.

Gyapjas pókmajom a Carlos Botelho Állami Parkban
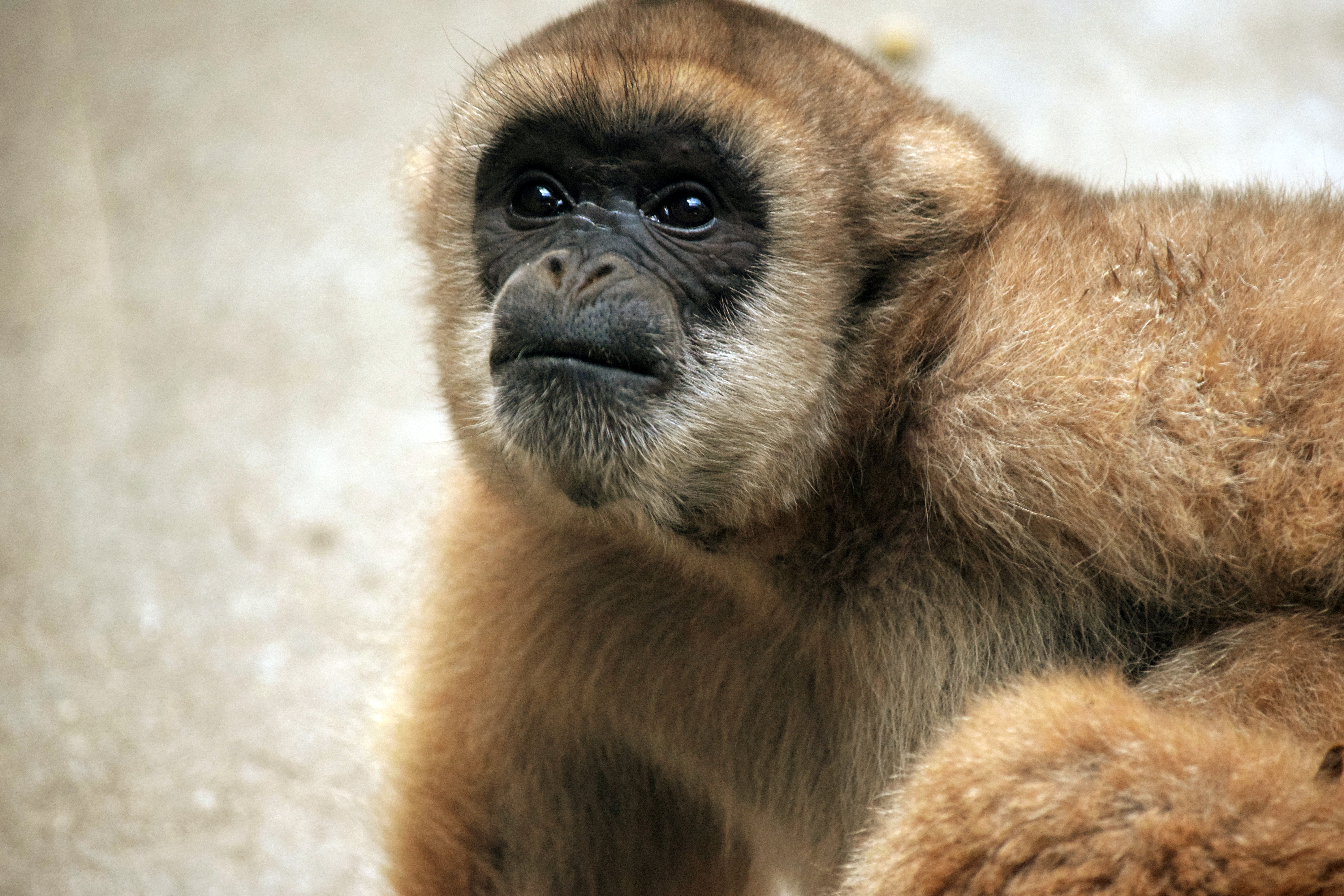
A Sao Pauló-i állatkertben
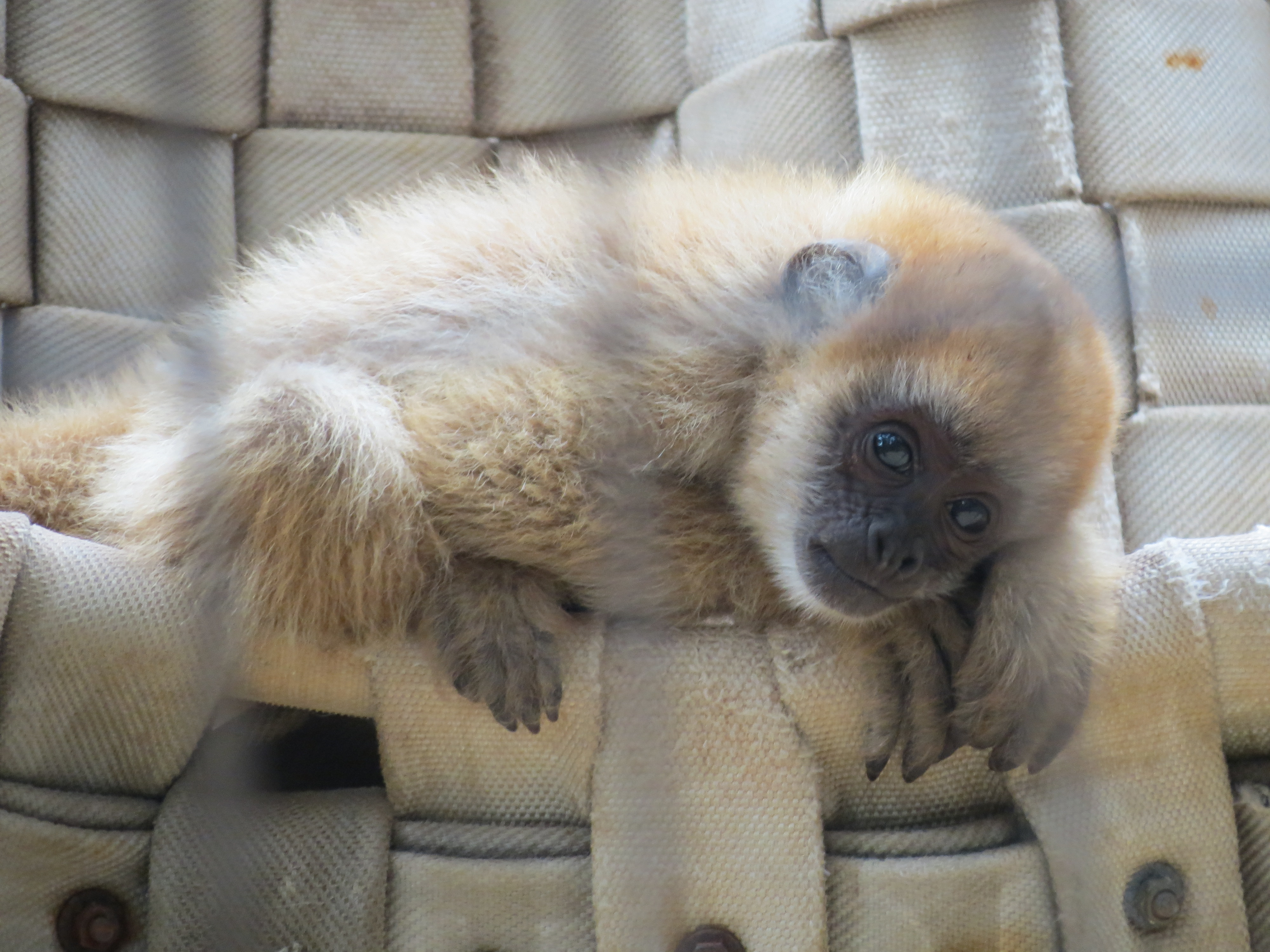
Kölyök pókmajom
- Videó